# Морина, Рахман
Рахман Морина, (серб. Рахман Морина/Rahman Morina; алб. Rrahman Morina; 1943, Печ, немецкая зона оккупации Албании — 12 октября 1990, Приштина, Автономный край Косово и Метохия, Республика Сербия, СФРЮ) — югославский политический, военный и партийный деятель. Последний Председатель Президиума Союза коммунистов Косова (1989-1990), министр внутренних дел Социалистического автономного края Косово (1981-1989).
Будучи косоваром по национальности, он запомнился, как убеждённый противник косовского сепаратизма, великоалбанского национализма и сторонник статуса Косово как автономии Сербии в составе Югославии. На этой волне он сблизился со Слободаном Милошевичем и оказал ему важную помощь в борьбе с националистически настроенным руководством СКК, однако под конец жизни начал отходить от него из-за всё большего националистического курса сербского руководителя.

## Начало карьеры
О раннем этапе жизни Морины мало информации. Известно, что он служил в МВД Косово и вступил в Союз коммунистов Косова.
В 1981 году Рахман Морина был назначен министром внутренних дел края. Его назначение совпало с резким ростом националистических настроений среди албанского населения Косово, что привело к  массовым беспорядкам под антиюгославскими и ирредентистскими лозунгами. Руководство края и его партийной организации во главе с Махмутом Бакали заняло пассивную позицию и не препятствовало им, рассчитывая таким образом, при поддержке Фадиля Ходжа и ходжаистского руководства Албанской партии труда, добиться независимости Косово от Югославии и его присоединения к сталинистской Албании.
Выступая резко против этой позиции, Морина активно задействовал подчинённые ему подразделения милиции и обратился за помощью к командованию ЮНА. Благодаря своевременным действиям силовых структур Югославии, активную фазу беспорядков удалось подавить.
Этот акт способствовал отставке Махмута Бакали и некоторому укреплению сербского контроля над Косово, однако после назначения в мае 1986 года на должность руководителя СК Косова националистически настроенного Азема Власи и усугубления экономической ситуации в стране начался новый рост албанского национализма.

## Лидерство в Косово
17 ноября 1988 года новое руководство Сербии во главе со Слободаном Милошевичем в результате инспирированной им т.н. «антибюрократической революции» отстранило Азема Власи и Качушу Яшари от руководства Союзом коммунистов Косова и краевой Скупщины. Рахман Морина, как один из очень немногих неславянских высокопоставленных противников косовского сепаратизма, был при поддержке сербской и черногорской части партактива избран Председателем Президиума СК Косова. Албанская часть Союза коммунистов приняла это назначение, хотя некоторые выступили за более умеренные кандидатуры Хусамедина Аземи и Али Шукрия.
В 1989 году Морина покинул пост министра внутренних дел автономии под давлением забастовки шахтёров. После принятия в 1990 году новой Конституции Сербии, отменяющей политическую автономию Косово и оставляющей ему только экономическую и культурную автономию, между ним и Милошевичем начался конфликт. Сербский лидер потребовал от тогдашнего Председателя Президиума СФРЮ Лазара Мойсова выдворения Морины из политической жизни края, угрожая оставить свой пост лидера Союза коммунистов Сербии.

## Смерть
Умер 12 октября 1990 года в возрасте 47 лет в Приштине, участвуя в учредительном съезде косовского отделения Социалистической партии Сербии. Официальной причиной смерти был объявлен сердечный приступ, однако и среди сербо-черногорского, и среди албанского населения края существует версия, что он мог быть отравлен по приказу Милошевича. Официальных подтверждений этой версии нет.
Похоронен на Алее почётных граждан Нового кладбища Белграда.

## Личная жизнь
Был женат на сербке Братиславе «Буба» Морина - адвокате, которая во время югославских войн занимала пост комиссара по делам беженцев в Сербии.